# 34 (getal)
34 is het natuurlijke getal volgend op 33 en voorafgaand aan 35.

## In de wiskunde
34 heeft vier delers, 1, 2, 17 en zichzelf. Zijn buren, 33 en 35 hebben ook elk vier delers, en 34 is het kleinste getal dat omringd wordt door getallen met hetzelfde aantal delers als zichzelf.
Het is het negende Fibonaccigetal en een Pell-Lucasgetal.
Het is een Markovgetal.
Dit getal is de magische constante van een 4 bij 4 magisch vierkant:
{\displaystyle {\begin{bmatrix}16&3&2&13\\5&10&11&8\\9&6&7&12\\4&15&14&1\end{bmatrix}}}
Dit getal is ook de magische constante van het n-Koninginnenprobleem voor n = 4.
Vierendertig is een heptagonaal getal.
Er is geen oplossing voor Eulers totiëntvergelijking φ(x) = 34, waarmee 34 een niettotiënt is. Evenmin is er een oplossing voor de vergelijking x - φ(x) = 34, waarmee 34 een nietcototiënt is.

## In natuurwetenschap
34 is
- Het atoomnummer van het scheikundig element seleen (Se).

## Overig
Vierendertig is ook:
- Het nummer van het Franse departement Hérault.
- Het landnummer voor internationale telefoongesprekken naar Spanje.
- Het jaar 34 B.C., het jaar A.D. 34, 1934.
- Het celnummer van Edmond Dantès in De graaf van Monte-Cristo.
- Het rugnummer waar Abdelhak Nouri vanaf 2016 zijn officiële wedstrijden in het eerste elftal van Ajax mee speelde.